# أنتوني كارتر (لاعب كرة قدم أمريكية)
أنتوني كارتر (بالإنجليزية: Anthony Carter)‏ هو لاعب كرة قدم أمريكية أمريكي، ولد في 17 سبتمبر 1960 في ريفييرا بيتش في الولايات المتحدة.

## وصلات خارجية
- أنتوني كارتر على موقع مرجع كرة القدم المحترفة.كوم (الإنجليزية)